# ジョージ・メイソン (4世)

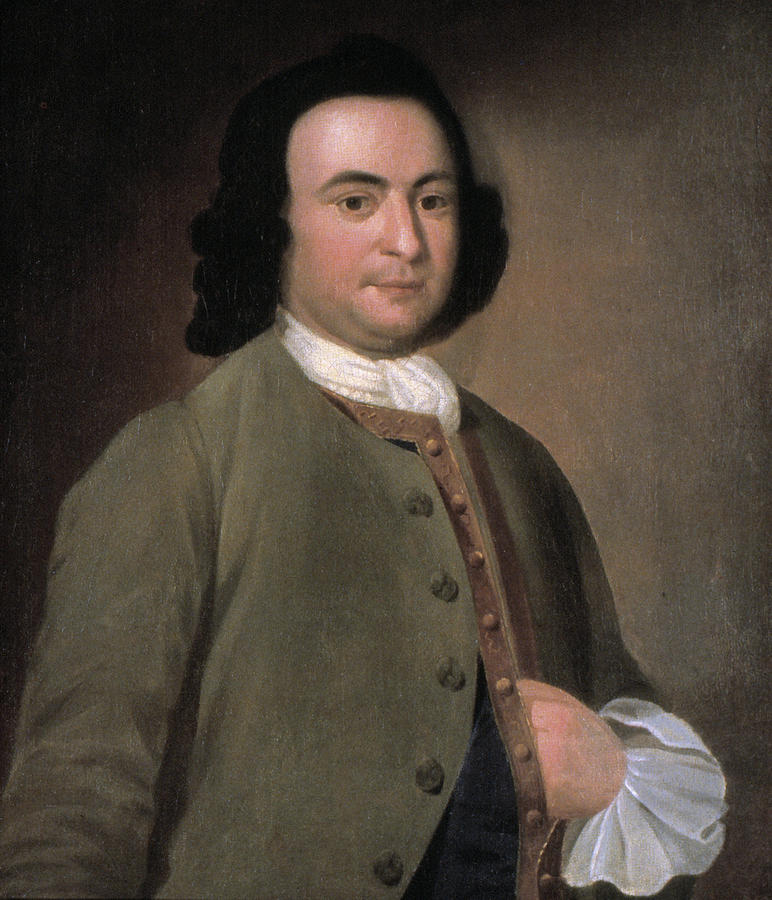
ジョージ・メイソン

ジョージ・メイソン（George Mason, 1725年12月11日 - 1792年10月7日）は、アメリカ合衆国の政治家。合衆国憲法制定会議の代表を務めたことから、アメリカ合衆国建国の父（ファウンディング・ファーザーズ）の1人として見なされている。合衆国の権利章典の基礎となるバージニア権利章典を起草したことから、「権利章典の父」とも呼ばれる。
メイソンが起草したバージニア権利章典は18世紀の自然権思想を集約的に成文化したものであり、基本的人権の思想を世界で初めて明文化した。合衆国憲法制定の際には、基本的人権の保障が明確に示されていなかったことから、反フェデラリストのパトリック・ヘンリーとともに署名を拒否した。メイソンは合衆国憲法に権利章典を加えることを主張し、1791年に修正第一条から修正第十条までの修正条項として追加された。
メイソンは奴隷所有者であったが、奴隷制度の廃止に賛成していた。メイソンは奴隷制度を「我々人民の知性と道徳を絶えず汚染し続けている、遅効性の毒物である」と批判した。だがその一方で、憲法で奴隷制度について言及することには、それが奴隷制度を肯定する立場であっても否定する立場であっても、反対した。

## 家族

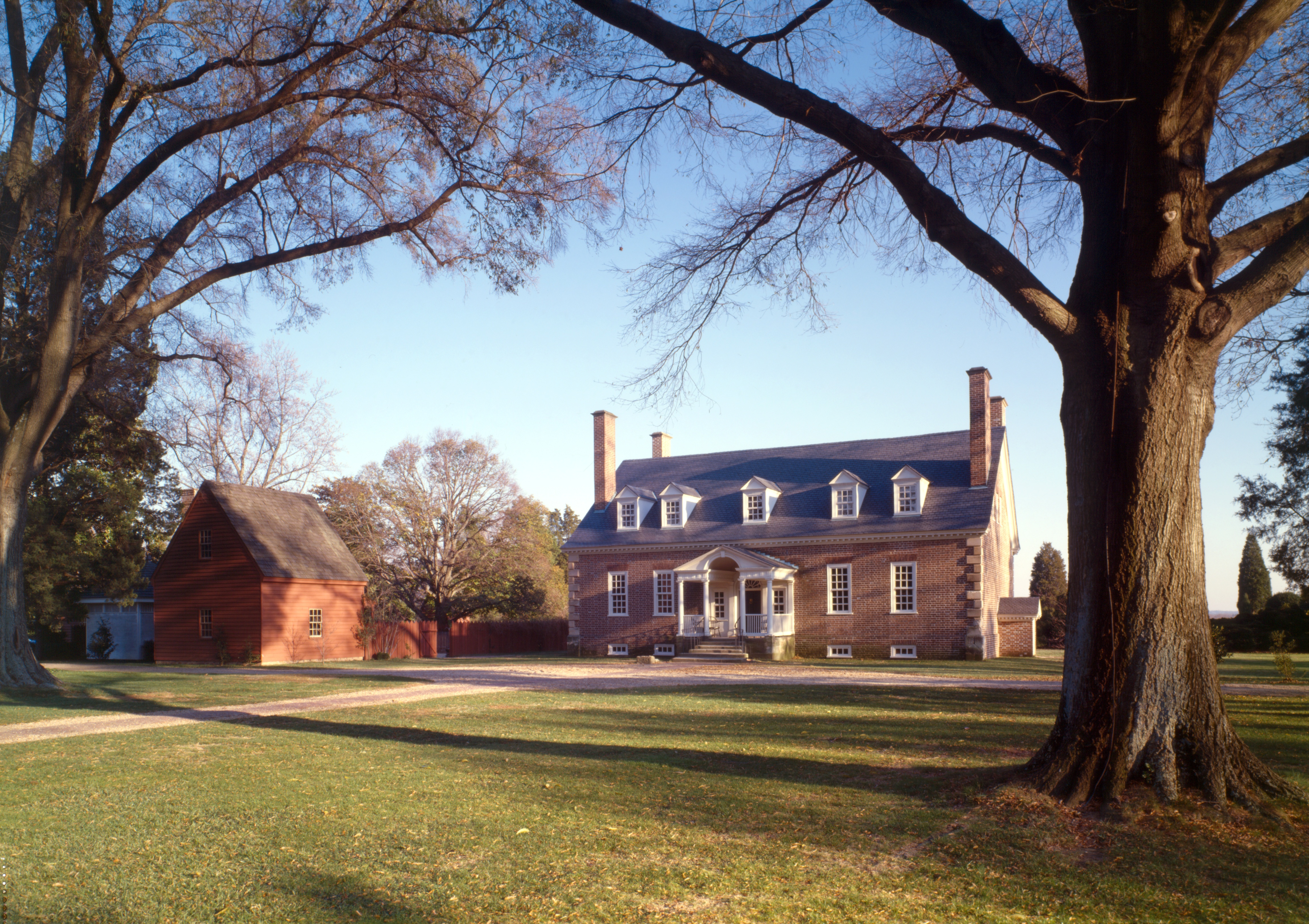
北西側から見たガンストン邸

1725年12月11日、メイソンはバージニア植民地フェアファックス郡にあるプレンテーションで生まれた。父親のジョージ・メイソンは1735年にポトマック川でボートの転覆事故に遭い、水死した。1750年4月4日、メイソンはアン・エイルベックと結婚した。アンはメリーランド植民地チャールズ郡のプランテーション出身で、結婚当時17歳であった。メイソンはアンとともに、バージニア植民地ドーグス・ネック（現在のメイソン・ネック）にあるメイソンの土地に暮らした。1759年にはガンストン邸が建設され、そこで暮らした。メイソンとアンの間には12人の子供が生まれた。そしてそのうち9人が成人期まで生き残った。
アンは出産の合併症により、1773年3月9日に死去した。メイソンは1780年4月11日にサラ・ブレントと再婚したが、子供は生まれなかった。メイソンは生涯の大部分を痛風によって苦しめられた。
- 父親: ジョージ・メイソン (George Mason, 1690-1735)
- 母親: アン・トムソン (Ann Thomson, 1699-1762)

- 妻: アン・エイルベック (Ann Eilbeck, 1734-1773)
  - 結婚: 1750年4月4日

- 子供
  - ジョージ・メイソン (George Mason, 1753-1796)
  - アン・エイルベック・メイソン (Ann Eilbeck Mason, 1755-1814)
  - ウィリアム・メイソン (William Mason, 1756-1757)
  - ウィリアム・メイソン (William Mason, 1757-1818)
  - トマス・メイソン (Thomson Mason, 1759-1820)
  - サラ・エイルベック・メイソン (Sarah Eilbeck Mason, 1760-1823)
  - メアリー・トムソン・メイソン (Mary Thomson Mason, 1762-1806)
  - ジョン・メイソン (John MASON, 1766-1849)
  - エリザベス・メイソン (Elizabeth Mason, 1768-1794)
  - トマス・メイソン (Thomas Mason, 1770-1800)
  - リチャード・メイソン (Richard Mason, 1772-1772)
  - ジェイムズ・メイソン (James Mason, 1772-1772)

- 妻: サラ・ブレント (Sarah Brent, 1729-1805)
  - 結婚: 1780年4月11日

## 政治
1776年、メイソンはウィリアムズバーグで開催されたバージニア会議に参加した。メイソンは13植民地で最初の権利章典と憲法を起草した。バージニア権利章典は1776年6月12日に採択され、次いでバージニア邦憲法が6月29日に採択された。サウスカロライナ植民地での仮憲法を除けば、13植民地最初の独立政府の樹立であり、世界最初の成文憲法となった。この憲法では、植民地時代の国王勅任総督の統治による苦い経験に鑑み、政府組織は立法府優位の構成となった。
1786年、メイソンはバージニア邦議会により、連合会議のバージニア邦代表に任命された。メイソンは1787年5月から9月までフィラデルフィアで開催された合衆国憲法制定会議（フィラデルフィア会議）に参加した。1787年9月、フィラデルフィア会議でまとめられた合衆国憲法案は連合会議に報告され、連合会議から各邦の批准に委ねられた。メイソンはバージニアの批准会議に参加したが、パトリック・ヘンリーらとともに、合衆国憲法に人民の諸権利を列挙した権利章典がないことを問題にした。バージニアでは新政府発足後に人民の諸権利の保障などを修正条項として追加するという付帯決議をつけることで、1788年6月25日に僅差で批准にこぎつけた。その後、メイソンは権利章典の追加を主張し続け、1791年12月15日にバージニア権利章典を基にした追加条項が批准された。

## 名誉

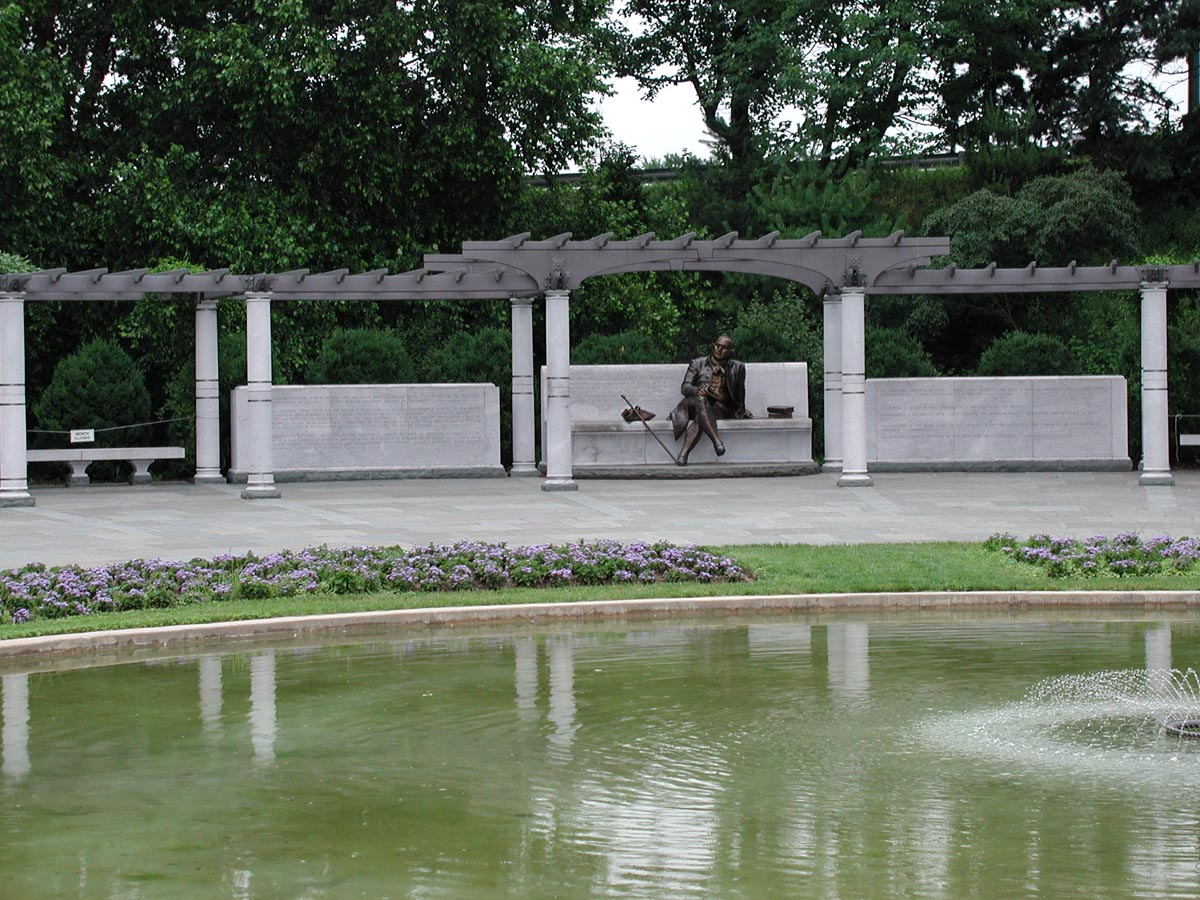
ジョージ・メイソン・メモリアル

1792年10月7日、メイソンはバージニア州メイソン・ネックの自宅ガンストン邸で死去した。メイソンの遺体はガンストン邸の敷地内に埋葬された。ガンストン邸は現在、観光名所となっている。
1990年8月10日、メイソンの功績を称えてジョージ・メイソン・メモリアルの建設が決定された。ジョージ・メイソン・メモリアルはワシントンD.C.の東ポトマック公園に建設され、2002年4月9日に除幕された。
1957年に設立されたバージニア州フェアファックスのジョージ・メイソン大学は、メイソンにちなんで名づけられた。ケンタッキー州メイソン郡、ウェストバージニア州メイソン郡、イリノイ州メイソン郡もまた、メイソンにちなんで名づけられた。